# Felix Frank

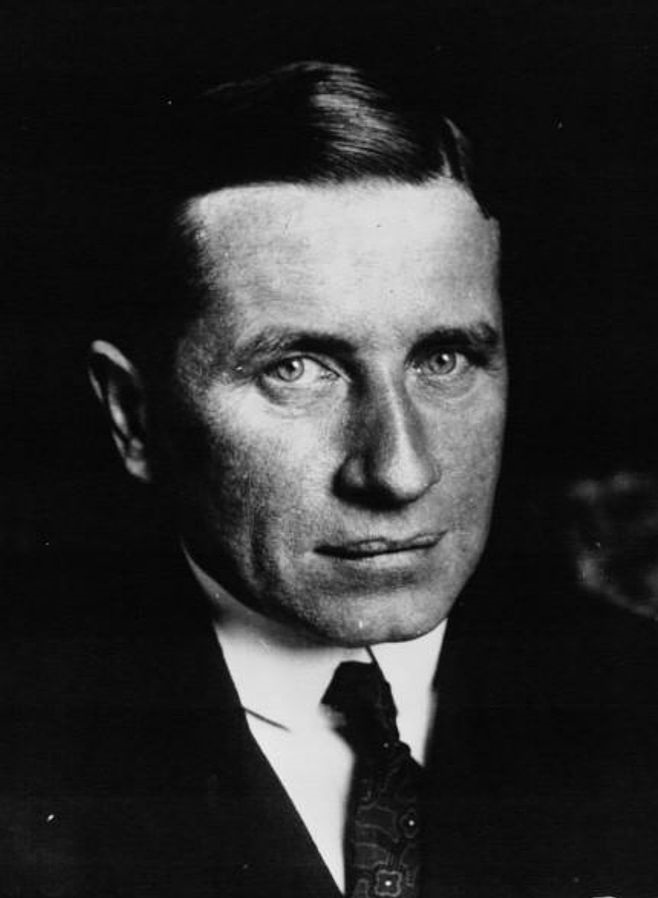
Felix Frank (1932)

Felix Frank (* 31. Oktober 1876 in Wien; † 26. Februar 1957 in Kitzbühel) war ein österreichischer Politiker (Großdeutsche Volkspartei). Er war 1920 bis 1924 österreichischer Vizekanzler und 1925 bis 1932 österreichischer Gesandter in Berlin. 

## Leben
Felix Frank absolvierte ein Studium der Rechtswissenschaften an der Universität Wien (Dr. iur.). Er war als Staatsanwalt und als Generalanwalt in der Generalprokuratur in Wien tätig. Im Ersten Weltkrieg diente er als k.k. Ldstrm.-Oberleutnant-Auditor im K.u.k. Militärjustizwesen.
In der Ersten Republik gehörte er 1918 zu den Gründern der Nationaldemokratischen Partei. Nach deren Aufgehen in der Großdeutschen Volkspartei war er seit August 1920 Mitglied der Reichsparteileitung dieser Partei. Von 1920 bis 1925 war er Abgeordneter von Wien-Innenstadt-West zum Nationalrat, von 1922 (Bundesregierung Seipel I) bis 1924 Vizekanzler. In den Jahren 1925 bis 1932 war er österreichischer Gesandter in Berlin.

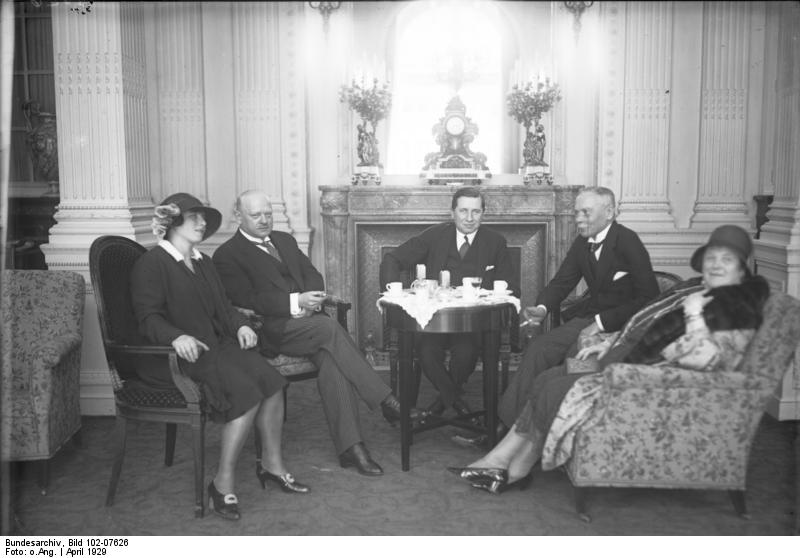
Hochzeit des österreichischen Botschafters in Berlin mit Margarete Wit

Die Hochzeit des österreichischen Gesandten mit seiner zweiten Frau, der Wiener Pianistin Margaret(h)e Wit(t) (1883–1986) erfolgte im April 1929 in Berlin, Trauzeugen waren der deutsche Reichsaußenminister Gustav Stresemann und General Hans von Seeckt.
Frank wurde im November 1932 durch die Regierung Dollfuß abberufen. 
Felix Frank und seine Frau lebten seit 1934 in Kitzbühel. Felix Franks Frau wurde noch im Februar 1945 als in einer Mischehe lebende Jüdin kurzzeitig von der Gestapo verhaftet. Das Ehepaar Frank war nach dem Krieg Gastgeber Ernst von Dohnánys, das Klavierkonzert Nr. 2 h-Moll op. 42 entstand 1946/47 in der Villa der Franks und wurde von Dohnány Margarethe Frank gewidmet.
Frank verfasste auch strafrechtliche Fachliteratur.